# Schizonycha cavicollis
Schizonycha cavicollis är en skalbaggsart som beskrevs av Leon Fairmaire 1887. Schizonycha cavicollis ingår i släktet Schizonycha och familjen Melolonthidae. Inga underarter finns listade i Catalogue of Life.